# Palu (Elazığ)
Palu (en armenio: Բալու/Palou, en zazak: Pali, en kurdo: Palo; anteriormente Romanopolis en griego) es una ciudad y distrito de la provincia de Elazığ en Turquía. El actual alcalde es Efrayim Ünalan (del AKP). Tiene una población de 8.652 habitantes. Históricamente, la ciudad tuvo una población armenia significativa, que fue exterminada durante el genocidio de 1915. Residentes notables incluyen a Katherine Magarian (1906-2001), una superviviente del genocidio nacida en Baghin, Palou.

## Historia
En Palu se ubicaba una fortaleza Ak Koyunlu de finales del siglo XV, la cual fue capturada por Hüseyin Bey, un señor Mirdâsîd del Principado de Eğil. Éste estableció el Emirato de Palu, el cual existió entre 1495 y 1845. Después de 1517, el Emirato formaba parte del Imperio Otomano.